# دیگو لاینس
دیگو لاینس (اسپانیایی: Diego Lainez‎؛ زادهٔ ۹ ژوئن ۲۰۰۰) بازیکن فوتبال اهل مکزیک است.
از باشگاه‌هایی که در آن بازی کرده‌است می‌توان به باشگاه فوتبال رئال بتیس اشاره کرد.
وی همچنین در تیم‌های ملی فوتبال زیر ۲۳ سال مکزیک، و مکزیک بازی کرده‌است.